# Kirovo, Burgas
Kirovo (în bulgară Кирово) este un sat în comuna Sredeț, regiunea Burgas,  Bulgaria. 

## Demografie
Componența etnică a satului Kirovo
     Romi (14,28%)
     Bulgari (80,95%)
     Nicio identificare (4,76%)
     Altele (0%)
La recensământul din 2011, populația satului Kirovo era de 21 locuitori. Din punct de vedere etnic, majoritatea locuitorilor (80,95%) erau bulgari, cu o minoritate de romi (14,28%). Pentru 4,76% din locuitori nu este cunoscută apartenența etnică.